# Verrua Po
Verrua Po (lombardul: Vrüa) település Olaszországban, Lombardia régióban, Pavia megyében. Lakosainak száma 1185 fő (2023. január 1.). Verrua Po Bressana Bottarone, Casanova Lonati, Mezzanino, Rea, Travacò Siccomario és Pinarolo Po községekkel határos.

## Népesség
A település lakossága az elmúlt években az alábbi módon változott:
| Lakosok száma | 1277 | 1273 | 1185 |
|               | 2017 | 2018 | 2023 |